# Gin Fizz

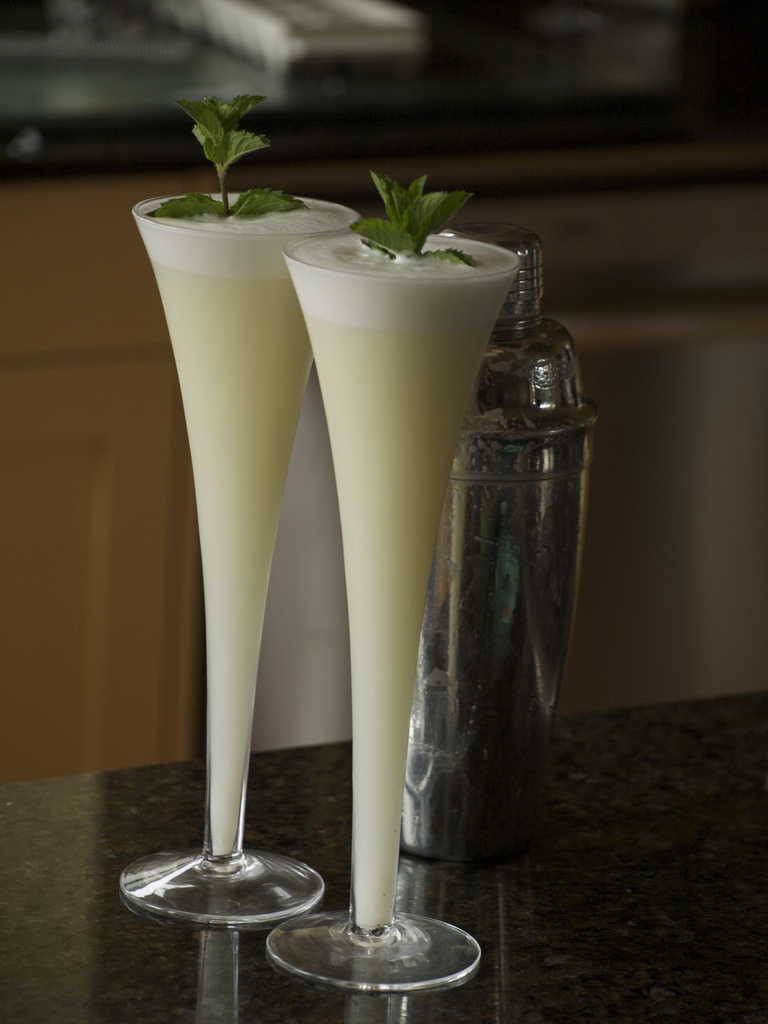
Un Gin Fizz tropical

El Gin Fizz (denominado también Ginfizz) es un cóctel tipo Fizz. Suele contener ginebra, zumo de limón, soda y jarabe o azúcar. Este cóctel mezcla el alcohol y el sabor ácido. Existen numerosas versiones y variantes de esta base, como son el Sloe Gin Fizz (elaborado con Sloe Gin). La palabra fizz hace referencia a la acidez del zumo de cítricos (tal y como el limón o el zumo de lima) y al agua carbonatada.

## Características
El Gin Fizz es un refresco que tiene como base alcohólica la ginebra. Pertenece a la familia de los fizz o fizzes y se sirve en vaso tumbler medio. Se vierten los ingredientes en la coctelera, con hielo picado. Se agita bien y se sirve en vaso mediano terminándolo de llenar con soda. Decorar con una rodaja de limón, una guinda roja y 2 pajitas.

## Variantes
Las variantes consisten en variaciones de la base alcohólica (que generalmente es ginebra), y del zumo ácido empleado (generalmente procedente de cítricos)
- Whiskey Fizz — whisky mezclado, zumo de limón, azúcar y soda de limón/soda.
- Meyer Lemon Fizz— se emplea un limón Meyer como sustituto del zumo de naranja.
- Manhattan Cooler — Whisky escocés, zumo de limón, azúcar y zumo de limón/lima.
- Chicago Fizz — ron, vino de Oporto, zumo de limón, azúcar y clara de huevo.
- Buck's Fizz  — champán y zumo de naranja, a veces con granadina.
- Gin Fizz al estilo japonés — un Gin Fizz con un disparo de licor de lichi.
- Sour Melon Fizz - Ginebra, zumo de lima, midori y ginger-ale.